# Fred Ockerse
Fred Ockerse, ursprungligen Frederik Ockerse, född 16 mars 1909 i Batavia i Nederländska Ostindien, död 4 september 1992 i Stockholm, var en svensk reklamkonsulent, illustratör och målare. Han var son till flygkaptenen i Nederländska Indiens flygvapen Pieter Ockerse och Blanca M. Schulze.
Ockerse bedrev teckningsstudier vid konstakademien i Amsterdam varefter han studerade reklamteckning vid ateljéer i London och Paris 1928–1931. 
Han var från 1935 bosatt i Sverige och blev svensk medborgare 1952. Förutom arbetet som reklamtecknare verkade han som illustratör i Dagens Nyheter.

## Fotnoter
1. ↑  ”Friedmann Krug genealogi”. Arkiverad från originalet den 2 maj 2014. https://web.archive.org/web/20140502033213/http://www.fkrug.com/PhpGedView/individual.php?pid=I23825&ged=Krug-Eckermann.ged&PHPSESSID=xxGOOGLEBOTfsHTTPcffWWWdGOOGLxx. Läst 1 maj 2014.
2. ↑  Titlar hos Libris
3. ↑  Svenskt konstnärslexikon, band del IV sid 298